# Ophrys ferruginea
Ophrys ferruginea là một loài thực vật có hoa trong họ Lan. Loài này được W.Rossi & Liuti mô tả khoa học đầu tiên năm 1990.